# Karabin Gras Mle 1874
Karabin Gras Mle 1874 (fr. Gras Modèle 1874) – francuski karabin jednostrzałowy z drugiej połowy XIX wieku.

## Historia konstrukcji
W 1866 roku armia francuska przyjęła na uzbrojenie karabin Chassepot Mle 1866. Był to karabin iglicowy strzelający nabojem scalonym w łusce papierowej. Pojawienie się naboi scalonych z łuską metalową sprawiło, że karabin Chassepota stał się przestarzały.
W 1874 roku kapitan Basile Gras dokonał przebudowy karabinu Chassepot, przystosowując go do zasilania nowym nabojem 11 × 59 mm R. W tym samym roku karabin Grasa został przyjęty do uzbrojenia jako Fusil d’Infanterie Mle 1874. Konstrukcyjnie był on bardzo zbliżony do poprzednika. Zmieniła się tylko konstrukcja zamka i kształt komory nabojowej. Były one przystosowane do współpracy z nowym, elaborowanym 5,6 grama prochu czarnego nabojem 11 × 59 mm R. Podobnie jak karabin Chassepota, była to broń jednostrzałowa.

## Wersje karabinu Grasa
- Karabin piechoty Mle 1874. Celownik o nastawach 200 do 1800 m, bagnet Mle 1874.
- Karabin piechoty Mle 1866/74 – karabin piechoty powstały przez przebudowę starszych karabinów Chassepot Mle 1866. Celownik o nastawach od 200 do 1700 m, bagnet Mle 1866.
- Karabinek kawalerii Mle 1874. Celownik o nastawach 150 do 1100 m.
- Karabinek żandarmerii konnej Mle 1874. Celownik o nastawach 150 do 1100 m.
- Karabinek żandarmerii pieszej Mle 1874. Celownik o nastawach 150 do 1100 m, bagnet Mle 1866.
- Karabinek dla obsług dział Mle 1874. Bagnet Mle 1866.
- Karabin piechoty 1874/84.

## Modyfikacja Kropatscheka

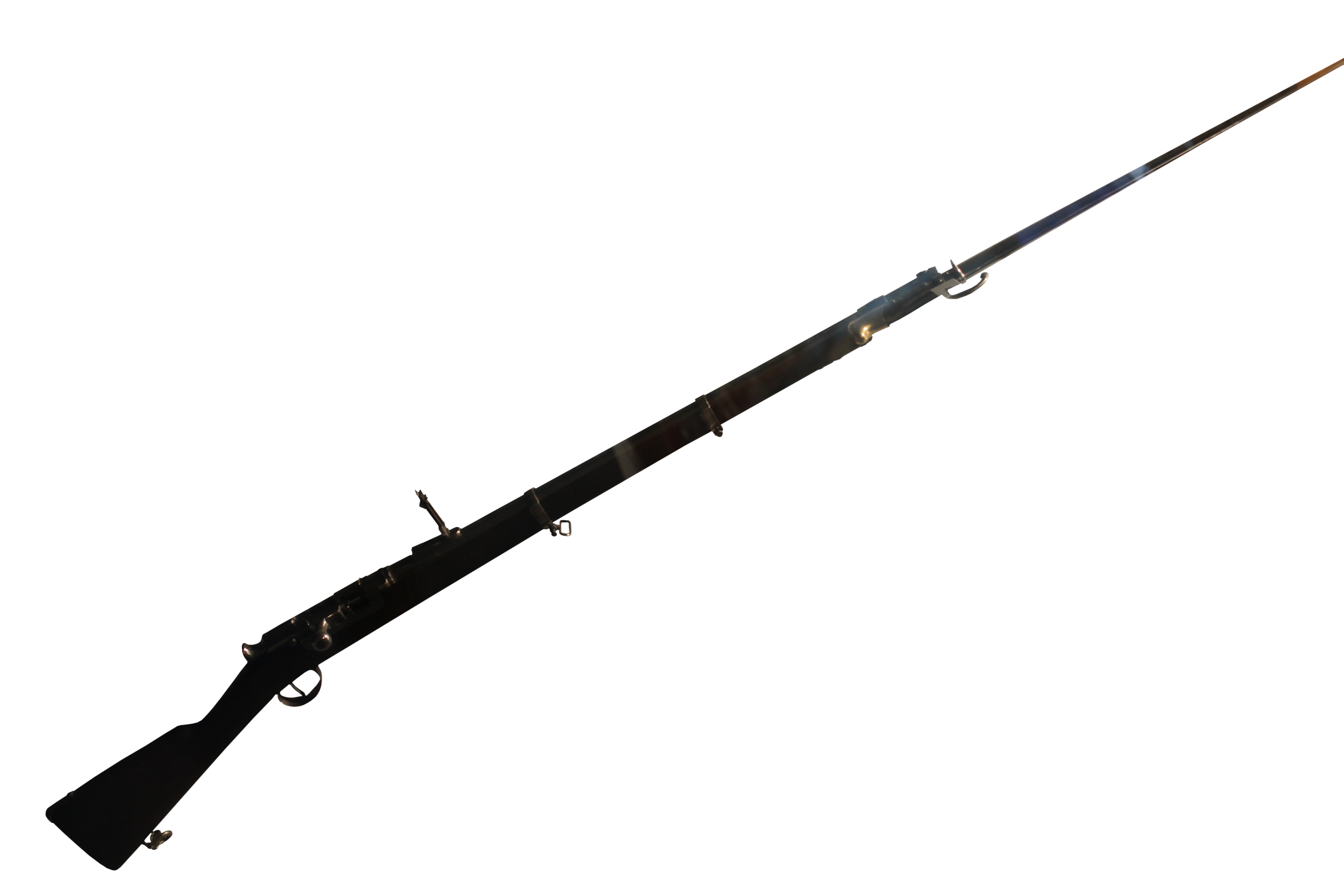
Fusil de Marine Mle 1878

Pojawienie się w drugiej połowie lat 70 XIX wieku karabinów powtarzalnych sprawiło, że karabin Mle 1874 szybko stał się przestarzały, dlatego też postanowiono go zmodernizować. Modernizacji oryginalnej konstrukcji podjął się austro-węgierski konstruktor Alfred von Kropatschek, poprzez wyposażenie karabinu Mle 1874 w podlufowy magazynek rurowy o pojemności 8 naboi. Nowy karabin produkowano od 1878 roku początkowo dla francuskiej piechoty morskiej (Fusil de Marine Mle 1878), a od 1884 roku także dla innych jednostek (Fusil d’Infanterie Mle 1884 i Fusil d’Infanterie Mle 1885). Poza produkcją nowych karabinów Mle 1884, także część wyprodukowanych karabinów Gras Mle 1874 wyposażono w magazynki w czasie remontów.
Produkcję karabinów Mle 1884 zakończono po przyjęciu na wyposażenie bardzo zbliżonych konstrukcyjnie karabinów Lebel Mle 1886 zasilanych nowym nabojem 8 × 50 mm R (pierwszy na świecie nabój elaborowany prochem bezdymnym).

## Opis konstrukcji

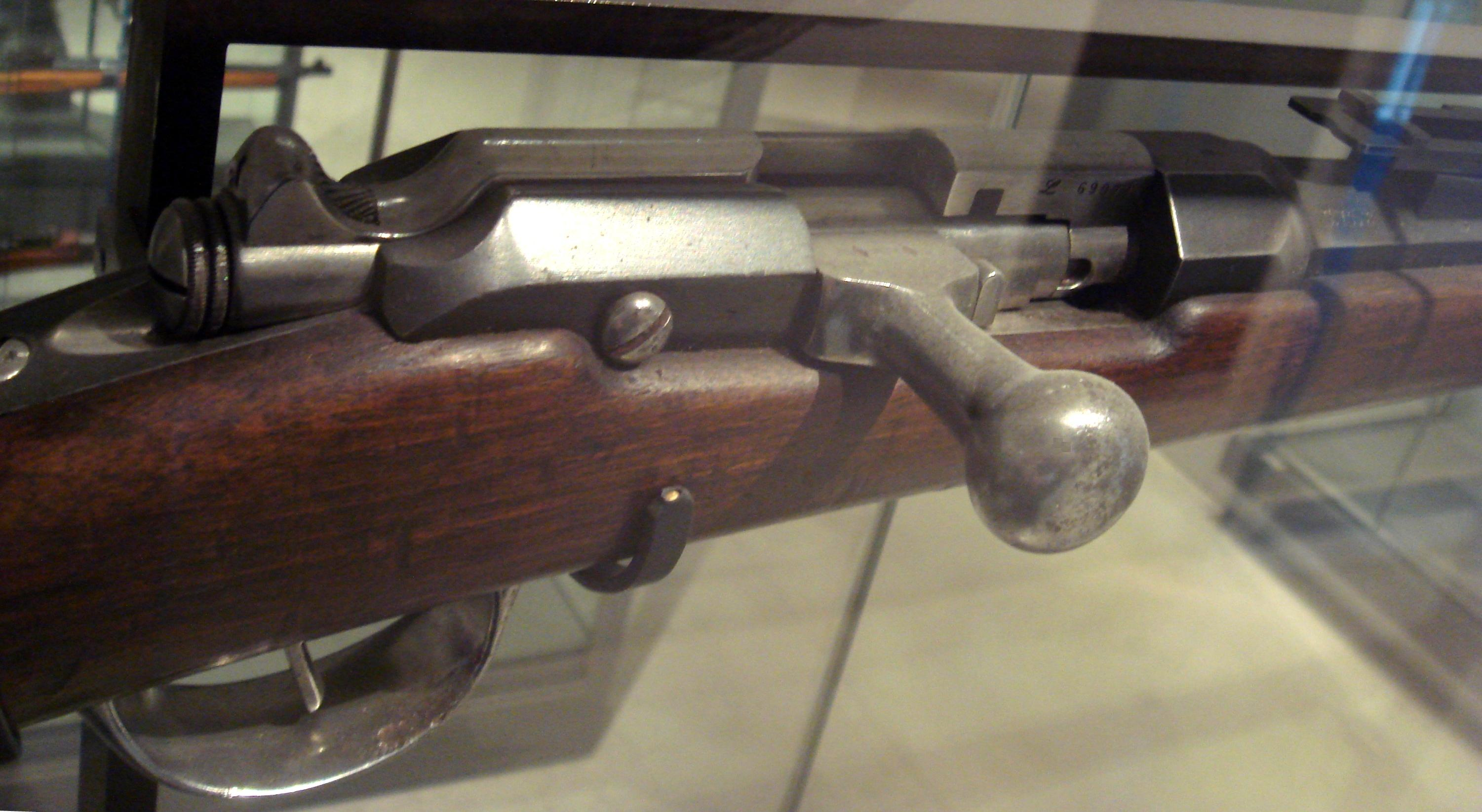
Zamek karabinu Gras Mle 1874

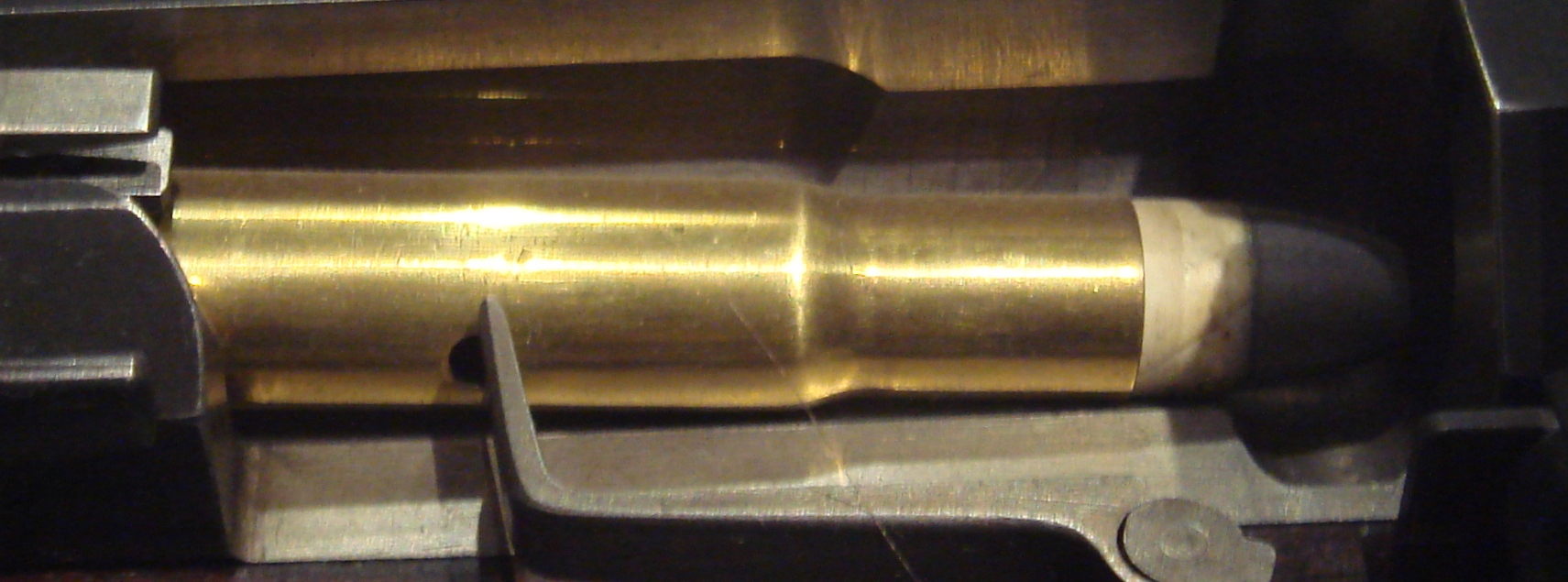
Nabój w komorze nabojowej karabinu Gras

Karabin wzór 1874 był indywidualną bronią jednostrzałową.
Zamek czterotaktowy, ślizgowo-obrotowy. Jedynym ryglem była rączka zamkowa.
Przyrządy celownicze składały się z trójkątnej muszki i celownika ramkowego.
Broń była wyposażona w bagnet Mle 1874 mocowany za pomocą rękojeści.

## Dane taktyczno-techniczne
| Wzór               | Karabin piechoty | Karabinek kawalerii | Karabinek żandarmerii | Karabinek dla obsług dział |
| Nabój              | 11 × 59 mm R     | 11 × 59 mm R        | 11 × 59 mm R          | 11 × 59 mm R               |
| Długość broni (mm) | 1305             | 1175                | 1175                  | 993                        |
| Długość lufy (mm)  | 820              | 702                 | 702                   | 489                        |
| Masa karabinu (kg) | 4,18             | 3,56                | 3,56                  | 3,25                       |